# 6 км (зупинний пункт, Донецька залізниця, Покровськ)
6 км — пасажирська зупинна залізнична платформа Лиманської дирекції Донецької залізниці.
Розташована на північній околиці м. Покровськ та неподалік від с. Рівне, Покровський район, Донецької області. Платформа розташована на лінії Покровськ — Дубове між станціями Покровськ (6 км) та Родинська (4 км).
Із 2007 р. пасажирське сполучення на даній ділянці припинене.
Зупинка приміських потягів у сполученні Покровськ — Добропілля і Покровськ — Дубове на роз'їзді 6 км (№ 6) поблизу Запорізького хутора з'явилася після Другої Світової війни. До війни там був тупик, який обслуговував сільгосппідприємства в даній місцевості й дрібні копальні «Військвіду» (територія сучасного міста Мирноград). В залізничних атласах даний роз'їзд вказувався на схемах Донецької залізниці, починаючи з середини 50-х років минулого століття. Відправлення пасажирів з роз'їзду 6 км було таким: у 1964 році — 1155 чоловік, у 1965 році — 68 чоловік, у 1971 році — 50 чоловік, у 1972 році — 475 чоловік, у 1973 році — 2 чоловіки. В другій половині 70-х років минулого століття пасажирської платформи і зупинки пасажирських потягів на роз'їзді 6 км вже не було, хоча на схемах залізниць він іноді фігурував до кінця минулого століття.
Див. також: Рудниково-Лозівська залізниця. 